# فرودگاه اکسو
فرودگاه اکسو (به انگلیسی: Aksu Airport) یک فرودگاه همگانی با کد یاتا AKU است. این فرودگاه در کشور چین قرار دارد و در ارتفاع ۱۱۶۳ متری از سطح دریا واقع شده‌است.

## شرکت‌های هواپیمایی و مقصدهای پروازی
| شرکت‌های هواپیمایی   | مقصدهای پروازی                                       |
| ------------------- | ---------------------------------------------------- |
| ایر چاینا           | پکن، چنگدو شوانگلیو، چنگچینگ ییانگبی، اورومچی دیووپو |
| هواپیمایی جنوبی چین | هانگجو ژیاشان، اورومچی دیووپو                        |
| هاینان ایرلاینز     | شانگهای هونگچیائو، اورومچی دیووپو                    |
| شاندونگ ایرلاینز    | اورومچی دیووپو، شی‌آن شیان‌یانگ                        |
| تیانجین ایرلاینز    | اورومچی دیووپو                                       |